# Serie 434 de Renfe
La serie 434 de Renfe era un conjunto de 11 automotores eléctricos (M-R-Rc, 1500 V cc, 601 W cc) construidos por la Sociedad Española de Construcción Naval y CENEMESA entre 1960 y 1967 para modernizar el servicio de cercanías entre Bilbao y Portugalete del ferrocarril BTP. Estos automotores disponían de 4 motores alimentados por pantógrafos y frenos de aire comprimido y reostáticos.
Los últimos servicios de Renfe Cercanías de Bilbao que dejaron de utilizar en 1991, por el cambio de la tensión (convertido de 1,5kV al 3kV) y la sustitución de los nuevos automotores de serie 446 de Renfe que son más eficientes hasta la actualidad.
Sólo se preservó el coche motor de una de las unidades (los otros dos coches se desguazaron con el resto de unidades).
Se construyeron 6 coches Rc y otros 6 R y circularon junto a los automotores 435.5 (de un solo coche) que ya existían previamente, formando una composición similar al resto de trenes, donde el coche M era ese automotor.

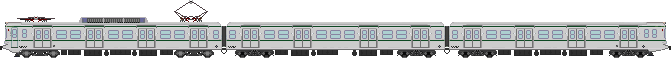
Unidad eléctrica WM-400 (Numeración UIC: 434)